# Кисловодск (аэропорт)
Кисловодск —  не действующий аэропорт города Кисловодск, Ставропольского края. Расположен в 2 км северо-западнее Кисловодска, на южной окраине поселка Мирный.
Аэродром «Кисловодск» местных воздушных линий, функционировал с 1961 года, с него совершались полёты в Тбилиси, Карачаевск, Черкесск, Адлер, Анапу, Геленджик и в другие города Северного Кавказа и Закавказья..
В настоящее время пассажирское сообщение на аэродроме отсутствует, аэродром используется для полетов СЛА, парапланов, дельтапланов и авиамоделирования.
До недавнего времени на аэродроме была установлена радиостанция ОПРС, но в данный момент она демонтирована.
На аэродроме производится лётное обучение российского путешественника Федора Конюхова, который планирует установить рекорд высоты на планере в районе Эльбруса. Также аэродром Кисловодск планируется использовать как основную базу для осуществления рекордной попытки.
В 2021 году взлётная полоса перекопана экскаватором в двух местах по распоряжению Южного регионального отделения транспортной прокуратуры.